# Luis Vittone
Luis Vittone (Montevideo, Uruguay; 26 de agosto de 1882 - Buenos Aires; Argentina; 27 de julio de 1925) fue un actor y director teatral uruguayo nacionalizado en Argentina.

## Carrera
Inició su carrera como payaso de un circo rioplatense con el nombre de "Pippo" en el Circo Oriental en 1895. Allí le propuso al empresario Juan Carlos Patrón que, antes de construir, le arrendara el terreno para alzar allí una vieja carpa. En su país pasó por lugares donde instaló sus comicidades como la esquina de Bartolomé Mitre (hoy Blandengues y Goes) (en 1897), y posteriormente en Isidoro de María y Reducto (hoy San Martín).
En 1904 debuta en Buenos Aires como actor en la Compañía teatral de Guillermo Battaglia. Actuó más tarde con Florencio Parravicini y formó rubro con José Podestá hasta el Centenario. También fue un intérprete mimado de Carlos Mauricio Pacheco. Llegó a su apogeo con la compañía de Pascual Carcavallo.
En Argentina trabajó con figuras del ambiente artístico de aquel momento, muchas de ellas, integrantes de sus compañías por varios años, como  Orfilia Rico, Alberto Ballerini, Tito Lusiardo, Blanca Vidal, Berta Gangloff, Manuel Jovés, Marcelo Ruggero, Herminia Mancini, Sofía Bozán, Manolita Poli y los hermanos Podestá.
A lo largo de su vida formó compañías teatrales con otros directores como José Podestá (donde tuvo como integrante a las Bozán: La primera actriz Olinda Bozán, su madre Rosa y su hermana Aída), Jerónimo Podestá, Salvador Rosich, Roberto Casaux, Blanca Podestá y Segundo Pomar. Presentó obras en teatros como El Apolo, El Nacional, Ópera, Politeama y el Avenida. También lo hizo en el Artigas de Montevideo. Además de Uruguay y Argentina hizo giras en México y Cuba.
En 1917 actúa en su única película, Bajo el sol de la pampa, dirigida por Alberto Traversa y protagonizada por Olinda Bozán, María Esther Podestá y Segundo Pomar.
Poco talentoso para crear personajes variados (a diferencia de Casaux o de su compañero Pomar) supo usar este aspecto (el hecho de ser siempre igual a sí mismo) a su favor, al igual que otros actores como Parravicini, poniendo en crisis la relación actor-personaje, saliendo y entrando de los personajes que interpretaba (por lo general “gringos” caricaturizados) y recurriendo a chistes directos, que críticos como Bosch calificaban de brutales, indecentes o groseros.[cita requerida]
Falleció en la ciudad de Buenos Aires el lunes 27 de julio de 1925 mientras cumplía una temporada en el Teatro Avenida, poco antes de cumplir 44 años.

## Teatro
- Ensalada Criolla (1898).
- Fruta picada, de Enrique García Velloso (1907).
- Julián Giménez (1908).
- En el fuego, de Ezequiel Soria (1910).
- Historia gaucha (1910).
- Todo por ella (1910)
- Las Romerías (1910)
- Pavesí (1910).
- Don costa, Fraile (1910).
- El presidiario (1910).
- El final de una tragedia (1910).
- Alma sajona (1910).
- La última carta (1910).
- El centenario (1910).
- La vida inútil (1910)
- 1810 (1910)
- El circo (1910)
- Eclipse de sol (1910)
- La criolla (1910)
- Cerisette (1910)
- Boletos de recreo (1910)
- El sitio de Buenos Aires (1910)
- A la luz de la luna (1910)
- La viuda loca (1910)
- Derecho de amar (1910)
- Después de misa (1910)
- El sueño de un niño (1910)
- Las condenadas (1910)
- Tierra virgen (1910)
- Flores frescas (1910)
- Canto triste (1910)
- Las entenadas (1910)
- En el barrio de las rana (1910)
- La sombra del presidio (1910)
- Vivir de arriba (1910)
- Los herederos (1910)
- Ranera (1910)
- Un robo (1910)
- La risotada (1910)
- Al truco (1910)
- La ñata gaucha (1910), con Azucena Maizani.
- El indio (1911)
- La seca, de Pedro E. Rico (1911).
- Después de misa, de Julio Sánchez Gardel (1911).
- La hora del balcón, de Federico Mertens (1911).
- Los escrushantes, de Alberto Vacarezza (1911).
- La Razón Social (1911).
- El frío de la calle de Roberto Cayol (1912).
- El cabaret, de Carlos Mauricio Pacheco (1914).
- El comité (1914).
- La caravana, de Alberto Novión (1915).
- El patio de las flores, de Armando Discépolo (1915)
- Las mujeres lindas, de Nemesio Trejo (1916)
- La quinta de los reyes (1916).
- Café concert (1916).
- La fonda del pecarito (1916).
- Veinte años después (1916).
- Al borde del camino, de Ulises Favaro (1916).
- Acquaforte (1917).
- Palomas y gavilanes (1917).
- El choque nocturno (1917).
- Barracas (1917).
- Amurado, de Julio Escobar (1918).
- A falta de pan... (1918).
- Verbena criolla (1918).
- Jesús y los barbados, de Samuel Linnig (1918).
- Maleva, de Enrique García Velloso (1920)
- Corrientes y esmeraldas, de José Antonio Saldías (1920).
- Percanta que me amuraste, de Manuel Romero y Pascual Contursi (1920).
- Delikattesen Hause (1920).
- Romántico bulincito (1921).
- Buenos Aires a la vista.
- El año en la mano (1922).
- La Tierra del Fuego (1923).
- El baratillo de la medialuna, de Vicente G. Reta (1923).
- Cómo se muere, de Juan Noccioli (1925).